# Barraca del camí del Corral del Fortuny VIII
La Barraca del camí del Corral del Fortuny VIII és una obra del Pla de Santa Maria (Alt Camp) inclosa a l'Inventari del Patrimoni Arquitectònic de Catalunya.

## Descripció
Es tracta d'una petita construcció d'aixopluc, de planta rectangular i exempta. Està coberta amb pedruscall, i a la seva esquerra es pot apreciar una pila de pedra sobrera.
La seva cambra és també rectangular i mesura 2'50m de fondària i 1'80m d'amplada. Està coberta amb una falsa cúpula amb una alçada màxima de 2'55m. A l'interior no es pot trobar cap element funcional. El seu portal, orientat al sud, està capçat amb un arc dovellat.